# Whitney Dosty
Whitney Dosty est une joueuse de volley-ball américaine née le 25 février 1988 à Tucson (Arizona). Elle mesure 1,94 m et joue au poste de réceptionneuse-attaquante. Elle totalise 6 sélections en équipe des États-Unis.

## Biographie
Après s'être luxé lourdement la cheville en 2015 pendant l'entrainement alors qu'elle avait intégré le club turc du Halk Bankası Spor Kulübü évoluant en ligue européenne de volleyball professionnel, Dosty suit des traitements médicaux et de la physiothérapie sans pouvoir revenir sportivement, mettant fin à sa carrière chez les valides.
Elle se convertit au volley-ball assis, la discipline paralympique du volley-ball, et participe à la victoire de l'équipe américaine aux Jeux paralympiques de Tokyo en 2021 et à ceux de Paris en 2024.

## Clubs
| Club                  | De        | À         |
| --------------------- | --------- | --------- |
| University of Arizona | 2006-2007 | 2009-2010 |
| Llaneras Toa Baja     | 2011-2011 | 2011-2011 |
| Gigantes de Carolina  | 2011-2011 | 2011-2011 |
| VB Franches-Montagnes | 2011-2012 | 2011-2012 |
| Heungkuk Life         | 2012-2013 | 2012-2013 |
| Lokomotiv VK          | 2013-2014 | …         |

## Palmarès

### Équipe nationale
- Championnat d'Amérique du Nord des moins de 20 ans
  - Vainqueur : 2006.

### Clubs
- Coupe de Suisse
  - Finaliste : 2012.